# Dirk Dobke
Dirk Dobke (* 1966 in Neviges) ist ein deutscher Kunsthistoriker und Kurator.

## Leben
Dirk Dobke studierte Kunstgeschichte und Klassische Archäologie an der Universität Hamburg mit dem Schwerpunkt zeitgenössische Kunst und Fotografie. Er schloss das Studium 1994 mit dem Magister artium mit einer Arbeit über das Fotografenpaar Bernd und Hilla Becher ab und arbeitete nebenher als freier Fotograf.
1997 wurde Dobke mit einer Arbeit  über Dieter Roth mit dem Titel „Melancholischer Nippes – Dieter Roths frühe Objekte und Materialbilder (1960-75)“ promoviert. Das Manuskript hat Roth selbst noch mit Skizzen und Anmerkungen versehen. Er setzte Dobke im Januar 1998 als Kurator der von ihm mit begründeten Dieter Roth Foundation und des Dieter Roth Museums ein.
Dobke war Mitkurator der Ausstellung „Roth-Zeit, eine Dieter Roth Retrospektive“, der Eröffnungsausstellung des Schaulagers  in Basel (2003); weitere Stationen waren: Museum Ludwig, Köln (2003) und Museum of Modern Art (mit PS1), New York (2004).
Er ist außerdem in der Kunstvermittlung tätig und gründete 2000 mit Mathias Güntner die Galerie artfinder in Hamburg, aus der er sich Ende 2005 zurückzog. Seit 2006 betreut er das Werkarchiv der in Berlin lebenden Künstlerin Sonja Alhäuser. Er veröffentlichte verschiedene Publikationen über die betreuten Künstler sowie Bücher mit fotografischem Schwerpunkt, z. B. 2016 das Werkverzeichnis „Klassiker der Photographie“ in der Griffelkunst.
Seit 2010 ist er Geschäftsführer der Griffelkunst-Vereinigung Hamburg.

## Veröffentlichungen (Auswahl)
- Dieter Roth Foundation (Hrsg.): Dirk Dobke Melancholischer Nippes. Dieter Roths frühe Objekte und Materialbilder 1960 – 75, Diss., Univ. Hamburg, 1997, 2. Fassung mit Anmerkungen und Zeichnungen von Dieter Roth versehen, verlegt vom Verlag der Buchhandlung Walther König, Köln 2002
- Dieter Roth Foundation / Dirk Dobke: Dieter Roth Originale, Edition Hansjörg Mayer, London 2002 (Vertrieb Buchhandlung Walther König, Köln, englische Version: Dieter Roth Unique Pieces, Vertrieb Thames and Hudson, London, New York)
- Dieter Roth Foundation / Dirk Dobke: Dieter Roth Druckgraphik 1947-1998 (Catalogue Raisonné), Edition Hansjörg Mayer, London 2003 (Vertrieb durch Walther König, Köln, englische Version: Dieter Roth  Graphic Works, Vertrieb Thames and Hudson, London, New York)
- Katalog Roth-Zeit - Eine Dieter Roth Retrospektive, Theodora Vischer und Bernadette Walter (Hrsg.), Texte von Dirk Dobke und Bernadette Walter, Schaulager, Basel 2003 (Englische Version Roth-Time, beide Verlag Lars Müller, Baden, Schweiz)
- Dirk Dobke: Wie Karl-Dietrich Roth erst zu Diter Rot, dann zu Heinrich Schwarz und schließlich zu Dieter Roth wurde, Griffelkunstvereinigung Hamburg, Verzeichnis der Editionen 1976–2000, Bd. 2, Hamburg 2003, S. 14–16
- The Continually Decomposing Work of Art - Dieter Roth’s Early Graphic Works, in Art on Paper, New York, Nov./Dec. 2003 S. 54–58
- Dieter Roth Foundation / Dirk Dobke: Dieter Roth: Bücher + Editionen, Edition Hansjörg Mayer, London 2004 (Vertrieb Buchhandlung Walther König, Köln, englische Version: Dieter Roth  Books + Multiples, Vertrieb Thames and Hudson, London, New York)
- Dieter Roth Foundation / Dirk Dobke: Dieter Roth in America, Interviews von Dirk Dobke, Fotos von Patrick Becker, Edition Hansjörg Mayer, London 2004 (Vertrieb Buchhandlung Walther König, Köln, und Thames and Hudson, London, New York)
- Dieter Roth in Print - Artist’s Books / Kuenstlerbuecher, 200 S. mit über 300 Farbabbildungen, Text dt./engl., Hrsg. Zucker Art Books, New York 2006
- (Hrsg. u. a.): Sonja Alhäuser – Immerzu, Nordhorn, Göppingen, Hamburg 2007
- without eye contact, Künstlerbuch (Foto-Leporello, Aufl. 150, sig. und num.), 22 × 16,5 bzw. 22 × 455 cm, Hamburg 2007

## Über Dirk Dobke (Auswahl)
- „Lampenfieber“, Fernsehinterview Hamburg 1 vom 15. August 2008
- Belinda Grace Gardner: „Dirk Dobke - Verwalter der Verfallskunst“ in Kunstjahr 2008, Seite 132/133, Verlag Lindinger + Schmid, 2008, ISSN 1618-4106